# جهنمية تفاحية
الجهنمية التفاحية (الاسم العلمي:Bougainvillea pomacea) هي نوع من النباتات يتبع جنس الجهنمية من الفصيلة الشبية.